# أنديرس لي
أنديرس لي (بالإنجليزية: Anders Lee) هو لاعب هوكي الجليد أمريكي، ولد في 3 يوليو 1990 في إدينا في الولايات المتحدة.

## وصلات خارجية
- أنديرس لي على موقع دوري الهوكي الوطني (الإنجليزية)
- أنديرس لي على موقع EliteProspects.com (الإنجليزية)
- أنديرس لي على موقع HockeyDB.com (الإنجليزية)
- أنديرس لي على موقع Hockey-Reference.com (الإنجليزية)